# Dekanat Karlsruhe
Das Dekanat Karlsruhe (auch Stadtdekanat Karlsruhe) ist seit 1902 Stadtdekanat und seit der Dekanatsreform ab dem 1. Januar 2008 eines von 26 Dekanaten im römisch-katholischen Erzbistum Freiburg. Sitz des Dekanats ist Karlsruhe.

## Geschichte
1901 und 1902 organisierte der Freiburger Erzbischof Thomas Nörber eine Neugliederung der Dekanate des Erzbistums. In den großen Städten (Freiburg, Karlsruhe und Mannheim) wurden jeweils eigene Stadtdekanate eingerichtet. Am 23. Januar 1902 errichtete Nörber das Stadtdekanat Karlsruhe. Damit sollte der seelsorgerische Auftrag in dem damals schnell wachsenden großstädtischen Lebensraum erfüllbar bleiben.
Seit der Dekanatsreform zum 1. Januar 2008 ist das Dekanat eines von 26 Dekanaten der römisch-katholischen Diözese Freiburg. Das Dekanat Karlsruhe entstand dabei aus den Altdekanaten Ettlingen und Karlsruhe (mit Ausnahme der Seelsorgeeinheit Pfinztal) und bildet seitdem zusammen mit den Dekanaten Bruchsal, Pforzheim, Rastatt und Baden-Baden die Region Mittlerer Oberrhein / Pforzheim des Erzbistums Freiburg. Die Seelsorgeeinheit Pfinztal wurde an das Dekanat Pforzheim abgegeben. Der Zusammenschluss der Altdekanate Ettlingen und Karlsruhe zum Dekanat Karlsruhe wurde am 18. Januar 2008 in einem feierlichen Gottesdienst in St. Stephan von Erzbischof Robert Zollitsch gewürdigt.
Zum 1. Januar 2014 entstand die Seelsorgeeinheit Karlsruhe Alb-Südwest aus der Fusion der Seelsorgeeinheiten Karlsruhe-Alb-Südwest und Karlsruhe-Christkönig/St. Franziskus.
Zum 1. Januar 2015 entstand die Seelsorgeeinheit Karlsruhe Allerheiligen aus den Seelsorgeeinheiten Karlsruhe-Mitte-Süd, Karlsruhe-St.-Konrad/-Heilig-Kreuz und Karlsruhe-West-Nord. Sie umfasst die Südstadt, Innenstadt-West, Weststadt, Nordstadt, Nordweststadt sowie Mühlburg und Knielingen.

## Gliederung
Das Dekanat bestand ab 2008 ursprünglich aus 18 Seelsorgeeinheiten. Nach Zusammenlegungen einzelner Seelsorgeeinheiten gliedert es sich heute in die folgenden zwölf Seelsorgeeinheiten:
| Seelsorgeeinheiten                     | zugehörige Pfarreien und Filialen |
| -------------------------------------- | --- |
| SE Ettlingen Land                      | St. Anton (Spessart), St. Bonifatius (Schöllbronn), St. Dionysius (Ettlingenweier), St. Josef (Bruchhausen)                                                                                    |
| SE Ettlingen Stadt                     | Herz Jesu (Ettlingen), Liebfrauenkirche (Ettlingen), St. Martin (Ettlingen) |
| SE Karlsruhe Alb-Südwest, St. Nikolaus | Christkönig (Rüppurr), St. Cyriakus (Bulach), St. Elisabeth (Südweststadt), St. Franziskus (Dammerstock), St. Michael (Beiertheim)                                                             |
| SE Karlsruhe Durlach-Bergdörfer        | Heilig Kreuz (Grötzingen), St. Cyriakus (Stupferich), St. Johannes (Aue), St. Peter und Paul (Durlach), St. Thomas (Grünwettersbach)                                                           |
| SE Karlsruhe Hardt                     | St. Antonius (Eggenstein-Leopoldshafen), St. Heinrich und Kunigunde (Neureut) |
| SE Karlsruhe Allerheiligen             | Heilig Kreuz (Knielingen), Herz Jesu (Nordstadt), St. Bonifatius (Weststadt), St. Konrad (Nordweststadt), St. Peter und Paul (Mühlburg), St. Stephan (Karlsruhe), Unsere Liebe Frau (Südstadt) |
| SE Karlsruhe Nord-Ost, St. Raphael     | St. Bernhard (Oststadt), St. Hedwig (Waldstadt), St. Martin (Rintheim) |
| SE Karlsruhe Südwest                   | Heilig Geist (Daxlanden), St. Josef (Grünwinkel), St. Thomas Morus (Oberreut) |
| SE Malsch                              | St. Bernhard (Malsch), St. Cyriak (Malsch), St. Georg (Völkersbach), St. Ignatius (Sulzbach), St. Michael (Waldprechtsweier)                                                                   |
| SE Marxzell                            | St. Markus (Marxzell), St. Josef (Pfaffenrot), St. Maria (Schielberg), St. Peter und Paul (Burbach)                                                                                            |
| SE Rheinstetten                        | St. Martin (Forchheim), St. Ulrich (Mörsch), St. Ursula (Neuburgweier) |
| SE Waldbronn-Karlsbad                  | Herz Jesu (Etzenrot), St. Barbara (Langensteinbach), St. Katharina (Busenbach), St. Wendelin (Reichenbach)                                                                                     |

## Demographische und sozialräumliche Struktur
Einige der Pfarrgemeinden des Dekanats Karlsruhe liegen nicht in der Stadt Karlsruhe, sondern im Landkreis Karlsruhe.
Einzelne Pfarrgemeinden der Dekanate Bruchsal und Pforzheim liegen wiederum im Landkreis Karlsruhe.